# Albisrieden
Albisrieden (toponimo tedesco) è un quartiere di Zurigo di 23 526 abitanti, nel distretto 9.

## Storia

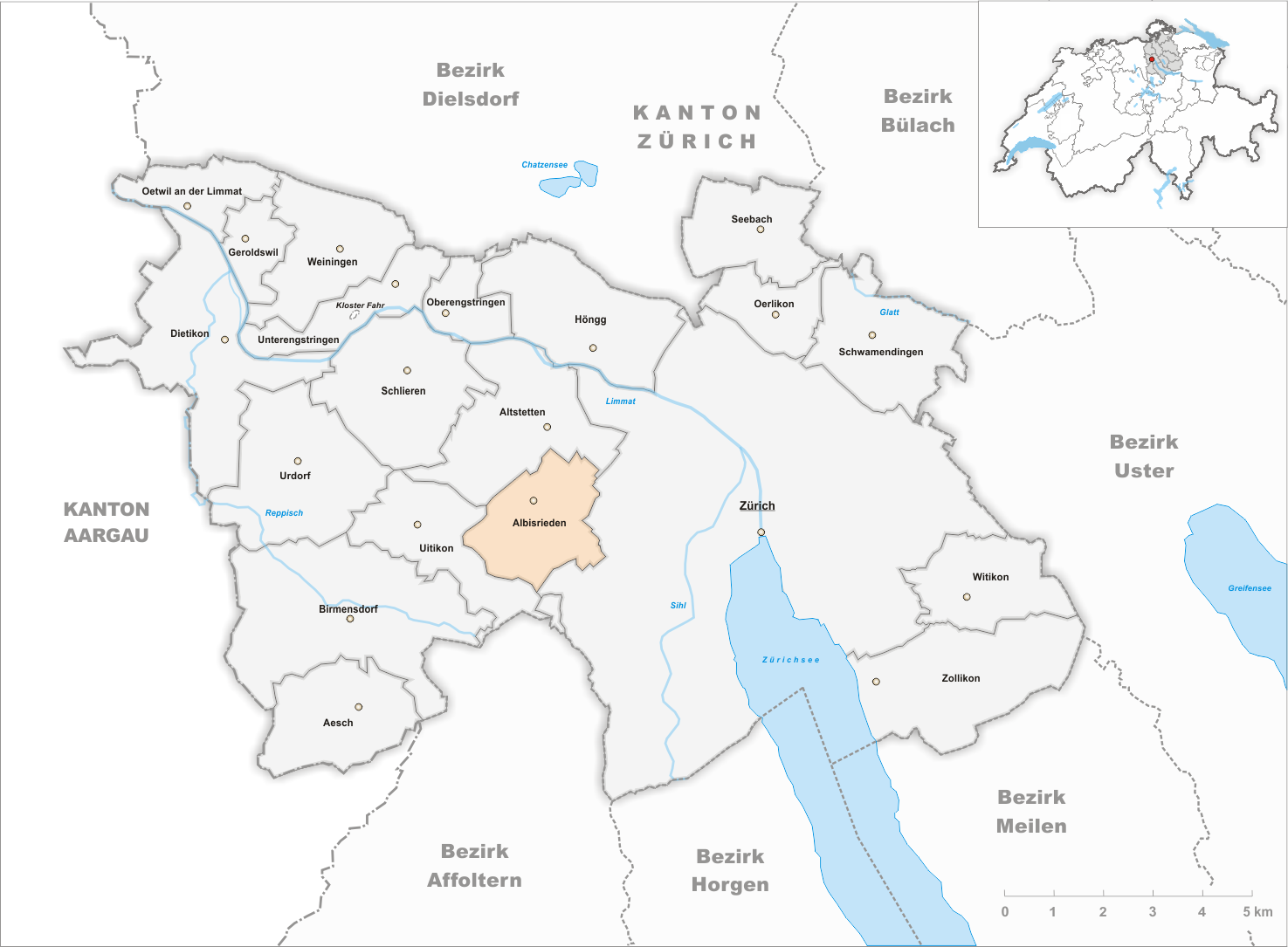
Il territorio del comune di Albisrieden prima degli accorpamenti comunali del 1934

Già comune autonomo, nel 1934 è stato accorpato al comune di Zurigo assieme agli altri comuni soppressi di Affoltern, Altstetten, Höngg, Oerlikon, Schwamendingen, Seebach e Witikon. Dopo l'incorporazione formò, assieme ad Altstetten, il distretto 9.

## Monumenti e luoghi d'interesse

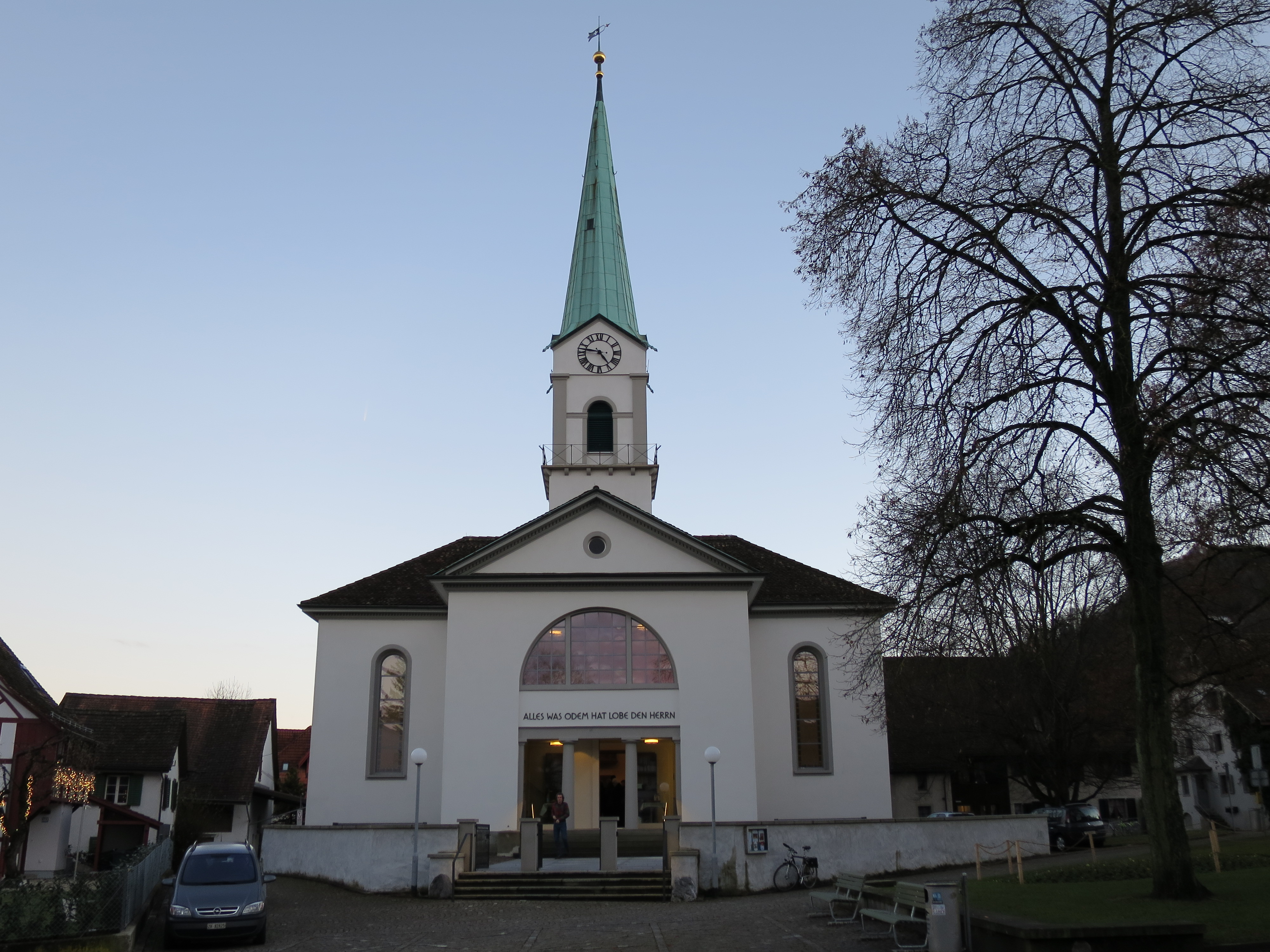
LAlte Kirche

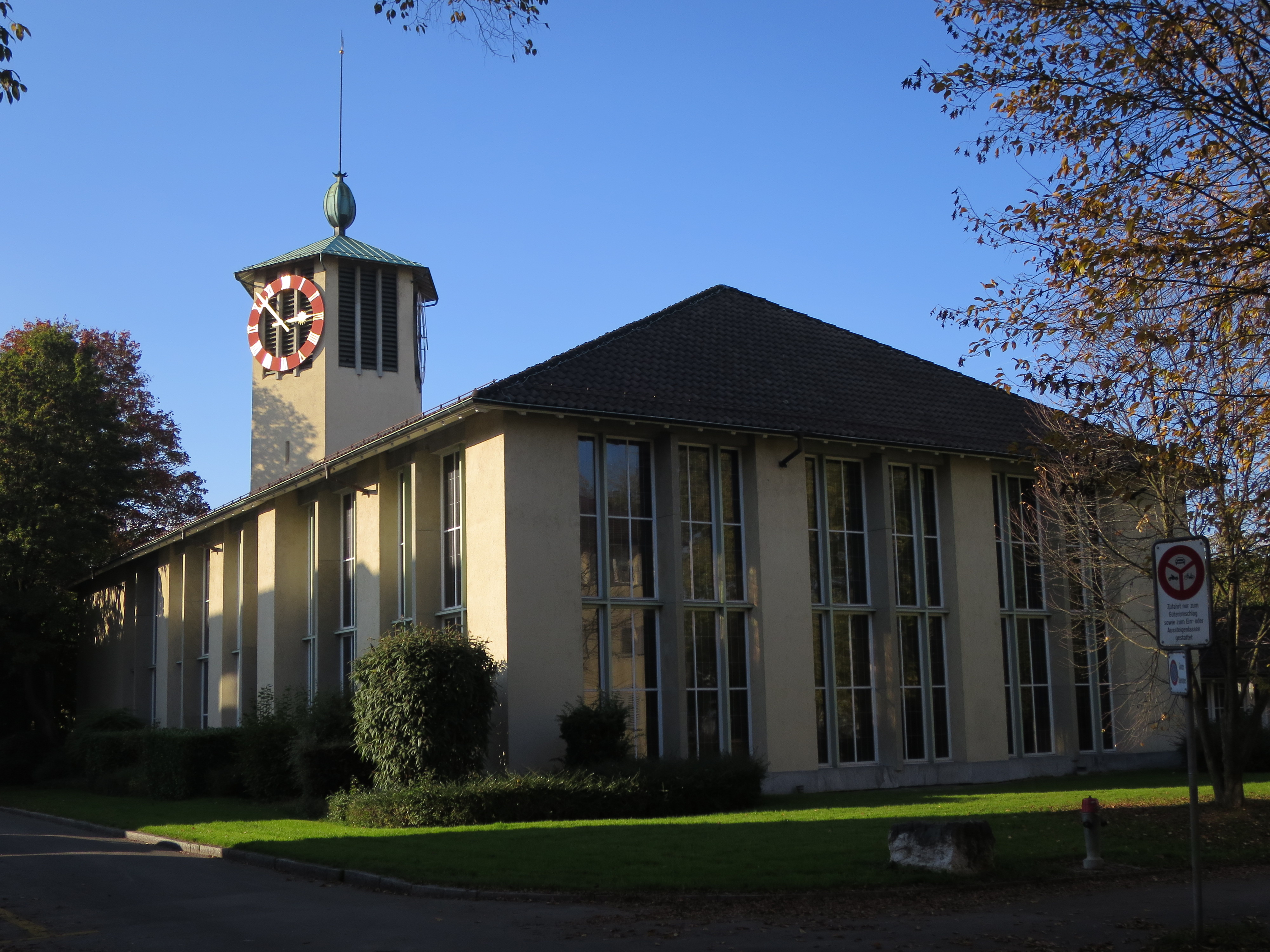
La Neue Kirche

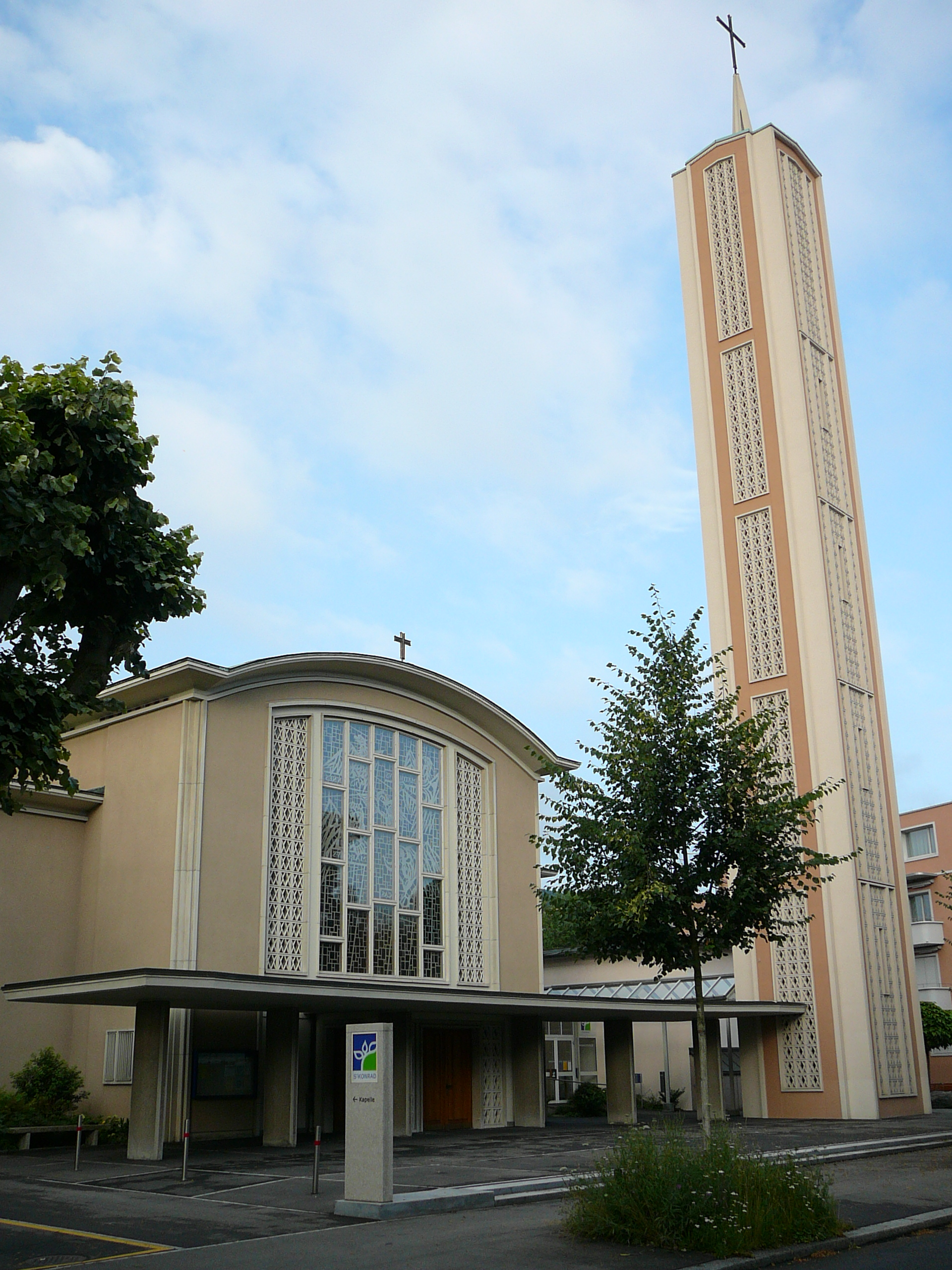
La chiesa di San Corrado

- Chiesa riformata (chiesa vecchia, Alte Kirche, già dei Santi Ulrico e Corrado), attestata dal 1270 e ricostruita nel 1816-1817[1];
- Chiesa riformata (chiesa nuova, Neue Kirche), eretta nel 1949-1950[1];
- Chiesa cattolica di San Corrado, eretta nel 1954-1955[1].

## Società

### Evoluzione demografica
L'evoluzione demografica è riportata nella seguente tabella:
Abitanti censiti

## Amministrazione
Ogni famiglia originaria del luogo fa parte del cosiddetto comune patriziale e ha la responsabilità della manutenzione di ogni bene ricadente all'interno dei confini del comune.